# RZ Chamaeleontis
RZ Chamaeleontis (RZ Cha) es una estrella binaria en la constelación del Camaleón de magnitud aparente +8,09.
De acuerdo a la reducción de los datos de paralaje de Hipparcos, se encuentra a 600 años luz del sistema solar, siendo el error en dicha medida de casi el 9%.

## Características
Las dos componentes de RZ Chamaeleontis son estrellas idénticas de tipo espectral F5V.
Tienen una temperatura efectiva de 6450 K, 670 K más calientes que el Sol, y la luminosidad de cada una de ellas es 7,9 veces superior a la luminosidad solar.
Poseen una masa de 1,49 masas solares y un radio 2,3 veces más grande que el del Sol.
Sus velocidades de rotación proyectadas son de 39 km/s.
El sistema presenta una metalicidad prácticamente igual a la solar ([Fe/H] = -0,02) y tiene una edad aproximada de 1995 millones de años.
Constituye una binaria eclipsante con un período orbital de 2,8321 días.
Los eclipses suponen una disminución de brillo de aproximadamente 0,90 magnitudes, por lo que es una estrella variable.
Es una binaria semejante a V505 Persei, aunque esta última tiene un período orbital más corto.